# Unimog 2010
L'Unimog 2010 est un véhicule de la série Unimog de Mercedes-Benz que Daimler-Benz AG a construit de juin 1951 à août 1953 à l'usine Mercedes-Benz de Gaggenau. Le véhicule est une copie technique de son prédécesseur, l'Unimog 70200. Bien que le 2010 ait été vendu sous la marque Mercedes-Benz, il n'a pas d'étoile Mercedes, mais le logo Ochsenkopf Unimog sur le capot. L'exception à cette règle concerne les véhicules de l'armée suisse, qui n'ont pas de logo sur le capot. Au total, 5 846 véhicules répartis en cinq modèles ont été construits. Tous les véhicules ont un empattement de 1 720 mm et une capote rabattable. Le nom Unimog 2010 vient du fait que chez Erhard & Söhne, qui a construit les premiers prototypes d'Unimog, toutes les pièces, outils et dessins commençaient par le numéro 2010. Le successeur de l'Unimog 2010 était l'Unimog 401.

## Historique
Alors que le prédécesseur de l'Unimog 2010, l'Unimog 70200, était prêt pour la production en série chez Erhard & Söhne, ce dernier fut finalement produit en série chez Gebr. Boehringer à Göppingen. Chez Boehringer, les véhicules étaient assemblés à la main, de sorte que seulement 25 à 30 véhicules environ étaient fabriqués chaque mois. La demande ne pouvant être satisfaite avec ces quantités, la production de l'Unimog fut vendue à Daimler-Benz en 1950 et transférée de Göppingen à Gaggenau. La production à Göppingen a pris fin en avril 1951. Daimler-Benz avait initialement prévu que la production commencerait à Gaggenau au printemps 1951, mais les installations de production de Gaggenau n'étaient pas conçues pour la production d'Unimog et des obstacles logistiques ont été rencontrés et ont rendu impossible l'atteinte de l'objectif de production mensuelle de 170 à 180 unités. Le 4 juin 1951, la production commença enfin avec un montage temporaire dans une station provisoirement préparé dans le bâtiment 14 de l'usine Mercedes-Benz de Gaggenau. Cela a modifié la désignation de type de l'Unimog, qui s'appelle désormais Unimog 2010. Ce n'est qu'après environ quatre semaines, début juillet 1951, que la production de l'Unimog put être transférée dans le bâtiment 44, équipé des installations et des outils nécessaires à une production à grande échelle ainsi que d'une chaîne de montage.
Chez Daimler-Benz, l'Unimog a été modifié à certains endroits. Les ailes avant étaient dotées de bourrelets et le cadre de la plate-forme présentait des angles vifs aux extrémités arrière. Le couvre-essieu n'était plus vissé, mais soudé. Le moteur diesel OM 636.912 d'une cylindrée de 1 697 cm3 était initialement installé dans l'Unimog; en 1952, il a été remplacé par l'OM 636.914 d'une cylindrée de 1 767 cm3. Extérieurement, les deux moteurs se distinguent par un couvercle de soupape modifié. En mai 1953, l'Unimog 401 est présenté au salon DLG de Cologne, il est ensuite produit en série à partir d'août 1953. Cela a marqué la fin de la production de l'Unimog 2010.

## Unimog 2010 en tant que véhicule militaire
Comme son prédécesseur, l'Unimog 70200, l'Unimog 2010 a été utilisé à des fins militaires, le principal client était l'armée suisse, qui a acheté 540 Unimog 2010 et possédait également 44 Unimog 70200. L'Unimog 2010 a été utilisé par l'armée suisse en tant que tracteur d'artillerie, véhicule du génie et tracteur d'aérodrome. Comme il s’agissait du plus petit véhicule de l’armée équipé d’un moteur diesel, il était surnommé « Dieseli ». En Suisse, l'Unimog 2010 a été utilisé jusqu'en 1989. Les forces armées françaises ont également acquis des Unimog 2010.

## Aperçu du modèle
Bien qu'il existe huit modèles différents de l'Unimog 2010, seuls cinq d'entre eux ont été réellement construits. Selon Daimler, la lettre code M indique les versions militaires de l'Unimog 2010 pour l'armée suisse.
| Modèle | Fonction | Moteur     | Remarques                               |
| ------ | --- | ---------- | --------------------------------------- |
| 2010/1 | Version de base avec capote rabattable | OM 636.912 | OM 636.914 à partir de 1952             |
| 2010/2 | Version de base avec capote rabattable et système de freinage pour remorque                                                                  | OM 636.914 |                                         |
| 2010/3 | Version de base avec capote rabattable et prise de force à l'avant et à l'arrière                                                            | OM 636.914 |                                         |
| 2010/4 | Version de base avec capote rabattable et système de freinage pour remorque ainsi que prise de force à l'avant et à l'arrière                | OM 636.914 |                                         |
| 2010/5 | Version de base avec capote rabattable et système de freinage pour remorque, prise de force à l'avant et à l'arrière et relevage hydraulique | OM 636.914 | également OM 636.912 en partie installé |
| 2010/6 | Version de base avec capote rabattable | OM 636.914 | n'a jamais été construit                |
| 2010/7 | Version de base avec capote rabattable et système d'air comprimé pour les freins pour remorque                                               | OM 636.914 | n'a jamais été construit                |
| 2010/8 | Version de base avec capote rabattable et relevage électrique à l'avant et à l'arrière                                                       | OM 636.914 | n'a jamais été construit                |

## Production Boehringer 70200 et Unimog 2010
| Année            | 1948 | 1949 | 1950 |  | 1951 | 1952 | 1953 | total |
| ---------------- | ---- | ---- | ---- |  | ---- | ---- | ---- | ----- |
| Boehringer 70200 | *    | *    | 602* |  | *    | 0    | 0    | 602   |
| Unimog 2010      | 0    | 0    | 0    |  | 1005 | 3799 | 1042 | 5846  |

Acheteurs de l’Unimog 70200
| Année                                 | 1948 | 1949 | 1950 |  | 1951 | 1952 | 1953 | total |
| ------------------------------------- | ---- | ---- | ---- |  | ---- | ---- | ---- | ----- |
| Armée suisse Boehringer 70200         | 0    | 0    | 44   |  | 0    | 0    | 0    | 44    |
| Secteur privé suisse Boehringer 70200 | 0    | 0    | 13   |  | 3    | 0    | 0    | 16    |